# 矢吹町立善郷小学校

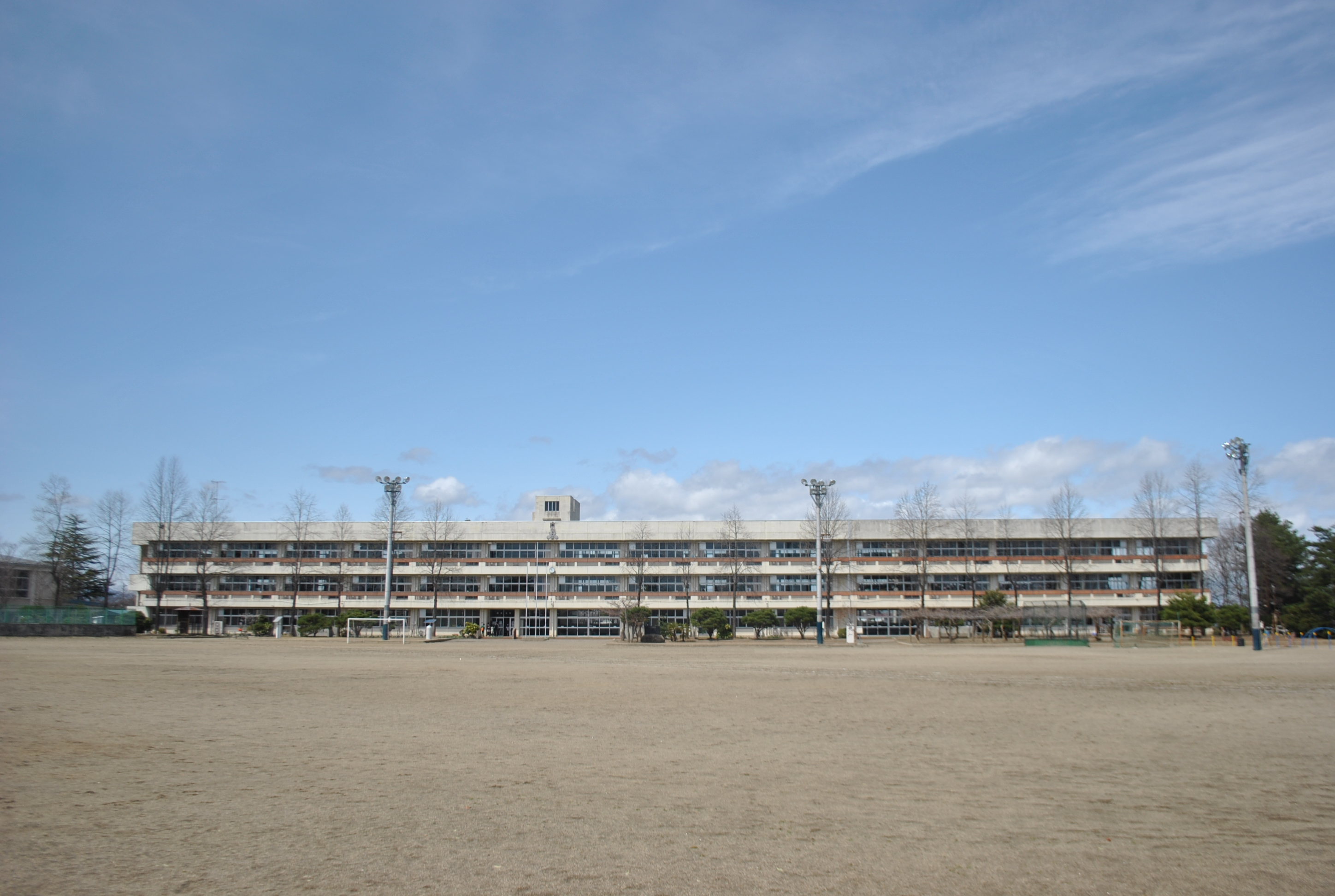
全景

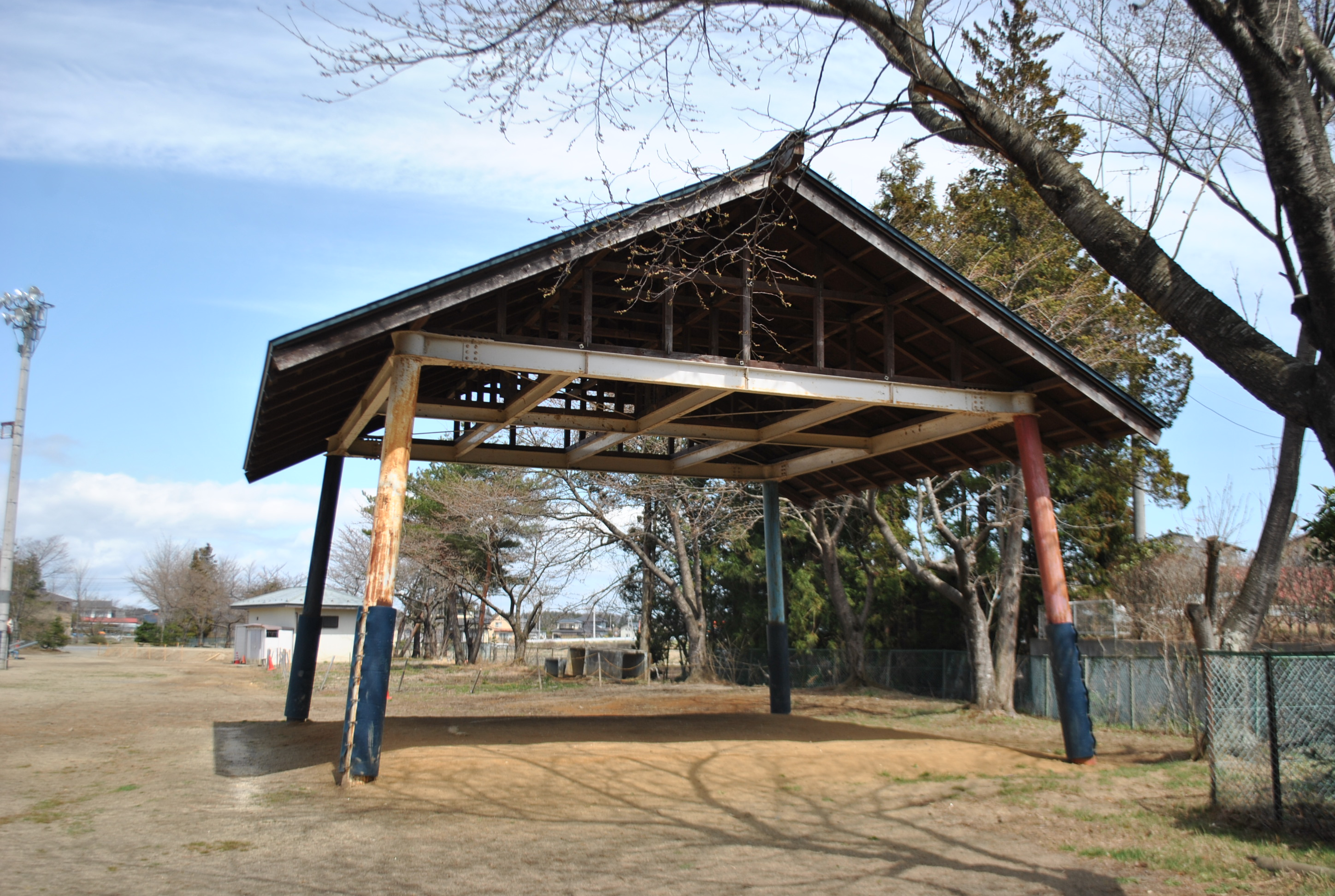
相撲場

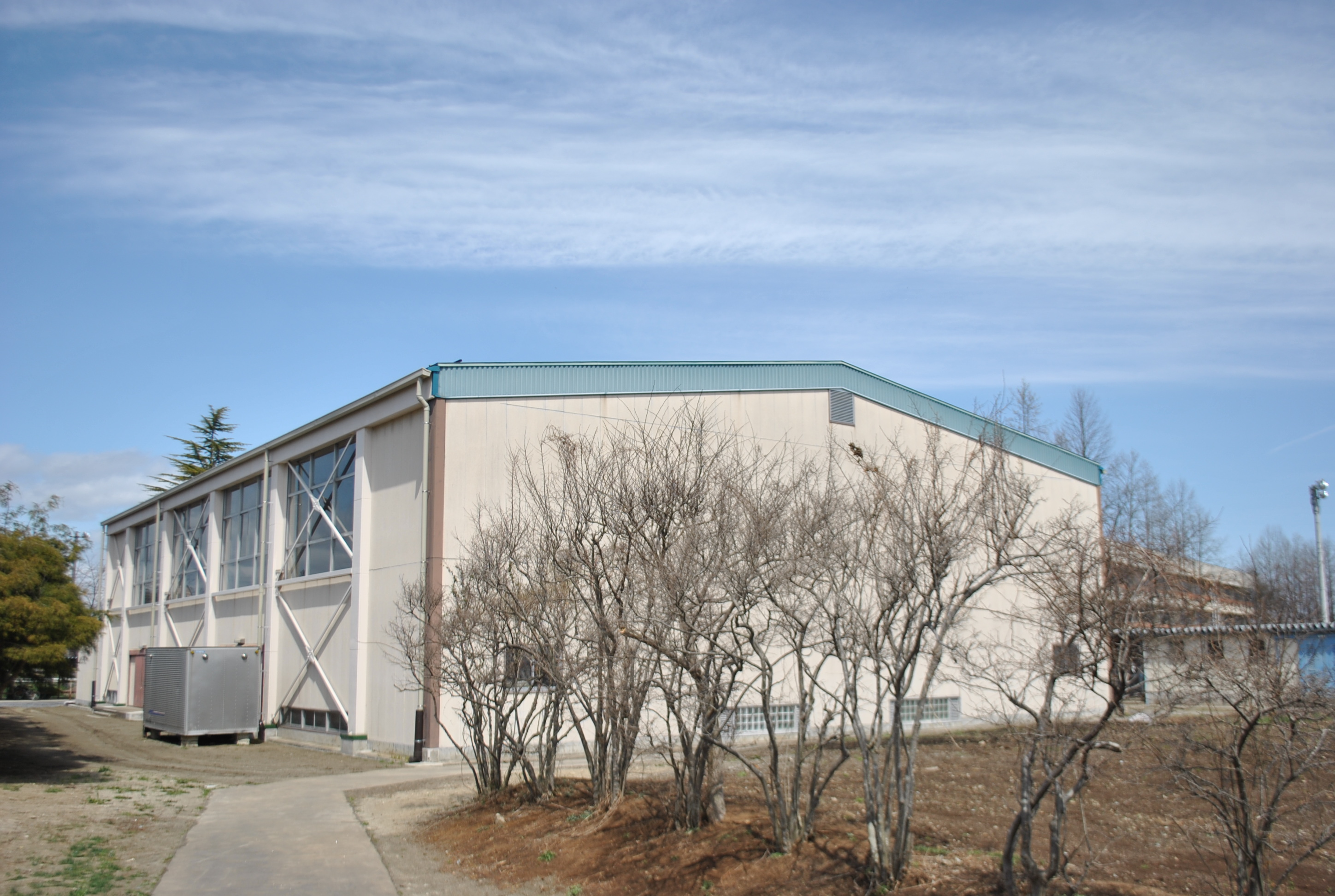
体育館

矢吹町立善郷小学校（やぶきちょうりつ ぜんごうしょうがっこう）は、福島県西白河郡矢吹町にある公立の小学校である。
矢吹小学校を分割する形で設立され、矢吹町内では最も新しい学校である。

## 沿革
- 1978年7月10日 - 矢吹小学校の生徒増が課題となり、矢吹第二小学校（仮称）建設協議会が矢吹町役場内に設けられる。
- 1980年
  - 4月20日 - 造成工事着手。
  - 7月25日 - 校舎建築工事着工。
  - 8月4日 - 起工式。
  - 9月25日 - 名称を矢吹町立善郷小学校に決定。
- 1981年
  - 4月2日 - 一期工事が完成し開校。当時の生徒数は586名。開校記念日を6月10日に設定する。
  - 7月1日 - 校章制定。
- 1982年
  - 3月10日 - 二期工事完成、総工費は7億4000万円。
  - 3月26日 - 校舎落成記念式典開催。
- 1984年6月30日 - プールが完成。

※開校からこれ以前まで、水泳の授業は町民プール（現在は閉鎖）にて行われていた。
- 1990年10月20日 - 創立10周年記念式典開催。
- 1993年11月7日 - 吹奏楽部（器楽クラブ）が全日本小学校バンドフェスティバルに出場。
- 1994年11月12日 - 吹奏楽部が全日本小学校バンドフェスティバルに出場。
- 1999年10月10日 - 矢吹町文化センターの建設に伴い撤去された相撲場を当校に移設。
- 2000年10月29日 - 創立20周年記念式典開催。
- 2004年 3月28日 - 陸上クラブが全国クロスカントリーリレー研修大会に出場。
- 2007年 3月25日 - 陸上クラブが全国クロスカントリーリレー研修大会に出場。
- 2008年 11月3日 - 吹奏楽部が日本管楽合奏コンテスト全国大会に出場。
- 2009年 11月1日 - 吹奏楽部が日本管楽合奏コンテスト全国大会に出場。
- 2010年
  - 1月24日 - 吹奏楽部がこども音楽コンクールにて全国大会に出場。
  - 10月16日 - 創立30周年記念式典を矢吹町文化センターにて開催。
- 2011年
  - 5月2日 - 福島第一原子力発電所事故の発生に伴い、空中放射線量の測定を開始。
  - 6月～8月 - 放射線量低減のため、校庭の表土除去工事を実施。
  - 11月6日 - 吹奏楽部が日本管楽合奏コンテスト全国大会に出場。
- 2012年2月6日 - 空間線量を計測するリアルタイムモニタリングポストを設置。
- 2013年
  - 3月16日 - 陸上クラブが全国クロスカントリーリレー研修大会に出場。
  - 4月23日 - 子どもの読書活動推進フォーラムで、子どもの読書活動優秀実践校として文部科学大臣表彰を受ける。
- 2021年
  - 11月6日 - 吹奏楽部が日本学校合奏コンクールにて金賞受賞。[1]

## 所在地・交通
福島県西白河郡矢吹町小松384－2
- JR東日本矢吹駅より約0.7km。
- 東北自動車道・あぶくま高原道路矢吹インターチェンジより約3.9km。
- あぶくま高原道路矢吹中央インターチェンジより約2.7km。

## 著名な出身者
- 千葉麻美 - 陸上選手